# Emilie Flöge
Emilie Louise Flöge (Wenen, 30 augustus 1875 – aldaar, 26 mei 1952) was een Oostenrijks modeontwerpster. Daarnaast werd ze vooral ook bekend als de muze en levensgezellin van Gustav Klimt, die haar ook portretteerde.

## Leven
Emilie Flöge was de dochter van een fabrikant van meerschuimpijpen. Diverse van haar broers en zusters hadden contacten in de Weense modewereld. Haar broer Hermann was directeur van een textielbedrijf en haar zus Pauline opende in 1892 een modeschool, waar ook Emilie en haar zus Helene gingen werken. In 1903 openden de gezusters Helene en Emilie Flöge in de Mariahilferstrasse te Wenen een haute-couture-modesalon. De Wiener Secession-kunstenaars Koloman Moser en Josef Hoffmann ontwierpen een jugendstil-interieur, met zelf ontworpen meubels en collages van elegant geklede vrouwen. Klimt ontwierp het logo van de onderneming.
Flöge ontwierp kleding in lijn met de zogenaamde Reformbeweging, die in het begin van de twintigste eeuw vrouwen een vernieuwing van de vrouwenmode nastreefde. Vrouwen moesten bevrijd worden van het nauwsluitende korset en moeilijk draagbare hoepelrokken. Aanbevolen werd vooral prettig zittende kleding te dragen die veel lichamelijke vrijheid gaf. Conform deze trend ontwierp ook Emilie vooral losse en wijde japonnen, die ze veelal ook zelf aanhad. Ook haar vriend en partner Gustav Klimt droeg dit soort gewaden, getuige diverse foto's uit die tijd.
De modesalon van de gezusters Flöge was decennialang erg populair in de hogere Weense kringen. Na de Eerste Wereldoorlog verkochten ze ook ontwerpen van onder andere Coco Chanel, Christian Dior en Rodier, waarvoor ze regelmatig naar Parijs en Londen reisden en ter plekke de Oostenrijkse rechten verwierven. Pas na de Anschluss in 1938 moest de winkel definitief sluiten.
Tijdens de laatste dagen van de Tweede Wereldoorlog werd de kledingverzameling van Emilie Flöge door een brand in haar woonhuis verwoest. Ze overleed in 1952 in haar woning aan de Ungarstrasse, waar ze tot haar dood werkte op de bovenste etage.

## Flöge en Klimt
Klimt leerde Emilie Flöge kennen in 1892 via zijn broer Ernst, die met Emilie's zus Helene getrouwd was. Flöge was op dat moment 17 jaar, Klimt 29 jaar. Na de dood van Ernst in 1892 zou de verhouding tussen hen twee intenser worden. Hoewel de precieze aard van hun relatie nooit helemaal is vastgesteld werden ze in elk geval voor de rest van Klimts leven hechte kameraden en levensgezellen, met dezelfde interesses en ideeën. Vrijwel elke zomer bracht Klimt een lange vakantie door aan de Attersee bij de familie Flöge. Vaak waren ze samen. Flöge Was ook de enige aan wie Klimt regelmatig brieven en kaarten stuurde, vaak met ditjes en datjes. Toen Klimt in januari 1918 een fatale beroerte kreeg waren zijn laatste woorden "Hol Emilie" (haal Emilie).
Klimt portretteerde Flöge meerdere malen, maar alleen portretten uit 1891, kort na hun kennismaking, en 1902 dragen expliciet haar naam. De versie uit 1891 is een klassiek-academische weergave en profil. Het portret uit 1902 is geheel anders: gekleed in een moderne haute-couturejurk, met invloeden van Japanse kimono's, ziet ze de kijker vastberaden en uitdagend in de ogen. Het toont haar ontwikkeling in goed tien jaar tijd tot een zelfverzekerde vrouw van de wereld.
Over andere werken van Klimt waarop Flöge te zien zou zijn is veel gespeculeerd. Zo wordt vaak gedacht dat het paar op De kus (1907-1908) Flöge afbeeldt samen met Klimt, maar echte evidentie bestaat daar niet voor. Datzelfde geldt voor een portret uit 1893 waarop een soort herderinnetje staat afgebeeld en voor de Hygeia-figuur uit Medizin, waarvan ook wel wordt beweerd dat het Flöge is.

## Galerij

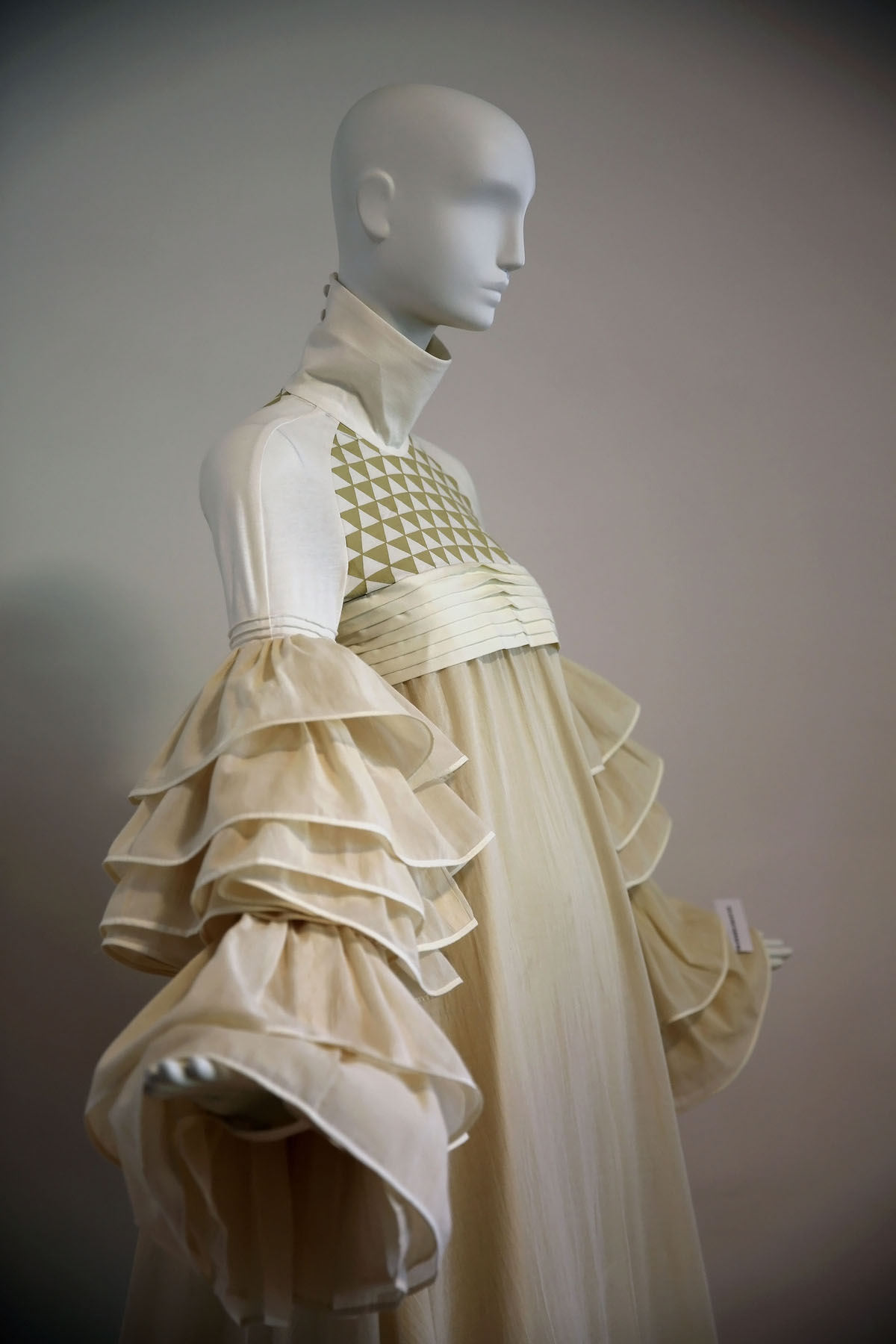
Reconstructie van een jurk van de gezusters Flöge
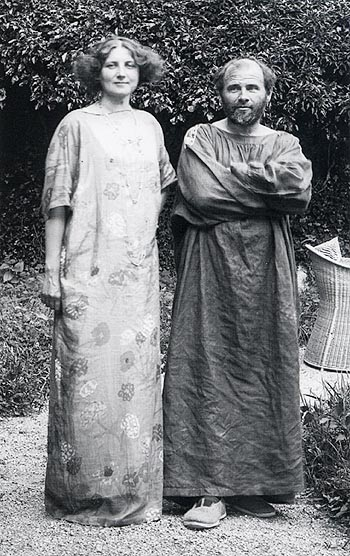
Klimt en Flöge in hun reformkleding, rond 1905
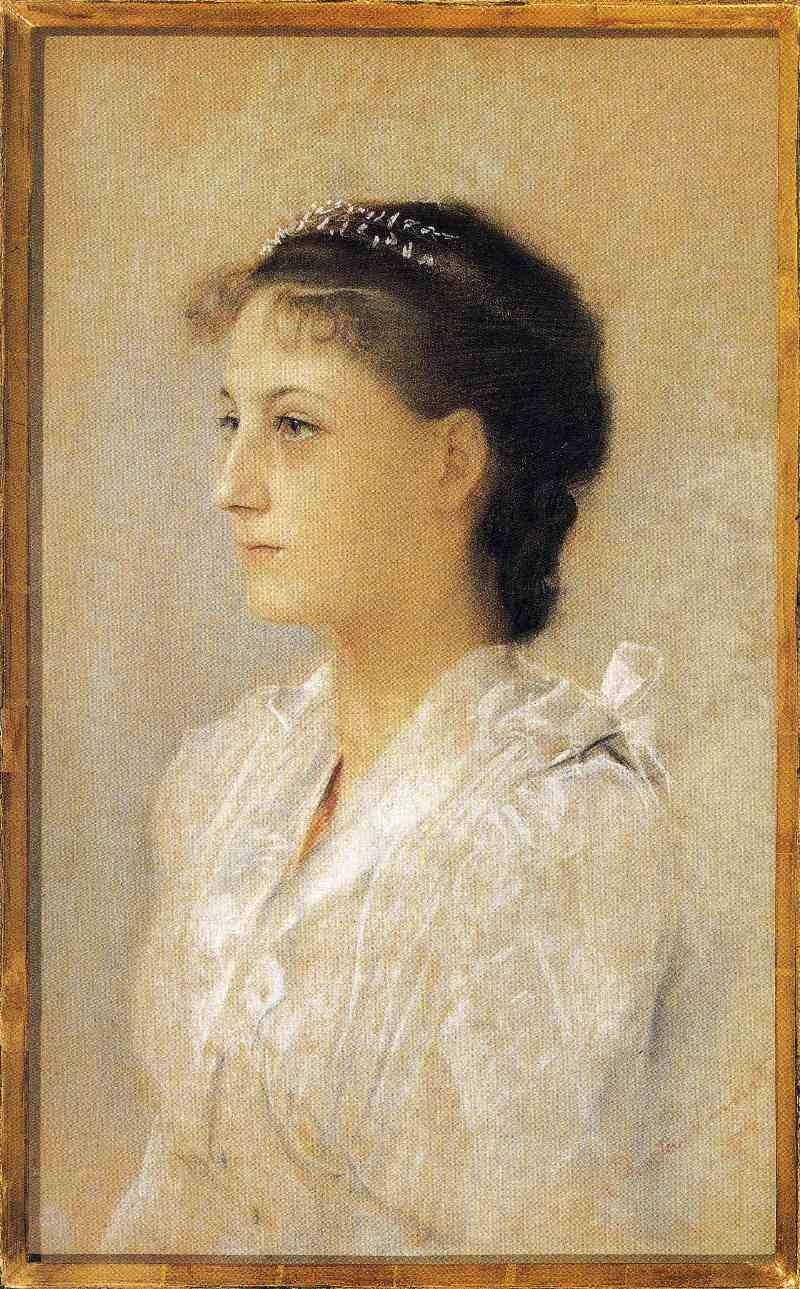
Portret van Klimt uit 1891
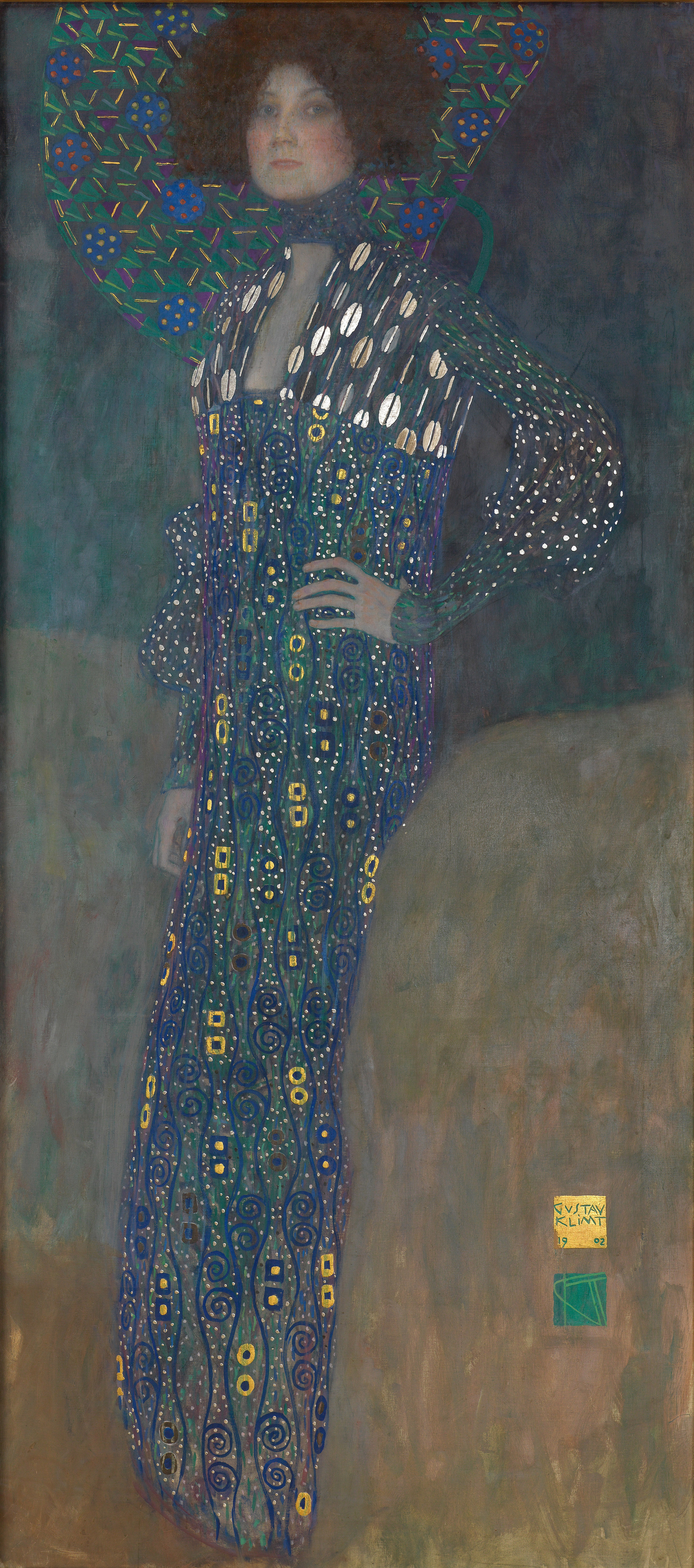
Portret van Emilie Louise Flöge door Klimt (1902)